# Concepción Batres
Concepción Batres é um município de El Salvador, localizado no departamento de Usulután.